# Frédéric Engel-Dollfus

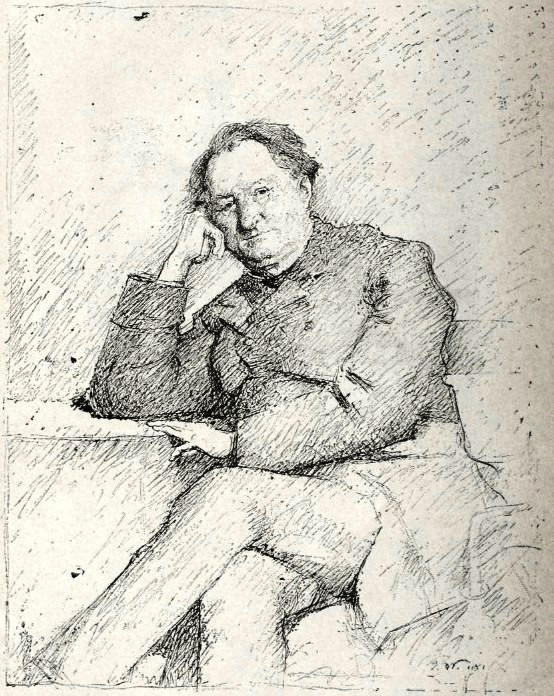
Porträt von Frédéric Engel-Dollfus (1881)

Frédéric Engel-Dollfus, eigentlich Frédéric Engel (geboren am 27. März 1818 in Sennheim im Elsass; gestorben am 16. September 1883 in Paris) war ein elsässischer Industrieller, Kunstsammler und Philanthrop.

## Leben
Engel entstammte einer Fabrikantenfamilie aus Mülhausen. Seine Eltern waren Frédéric Engel und Annette (geborene Witz). Er besuchte das Collège Henry IV in Paris, absolvierte eine Ausbildung bei der Firma Vaucher Frères in Mülhausen und arbeitete danach vier Jahre lang als Korrespondenzleiter bei Francis Courant et Cie. in Le Havre. Anschließend unternahm er Reisen durch England, Schottland und Irland. Nach seiner Rückkehr heiratete er 1843 Julie (geborene Dollfus), die Tochter des Fabrikanten Johann Dollfus, der die Firma Dollfus-Mieg & Cie in Dornach leitete und dessen Frau Anne Catherine (geborene Bourcart). Er trat in diese Firma ein, wurde schon bald nur noch „Engel-Dollfus“ genannt und befasste sich dort insbesondere mit dem Bereich der Baumwollspinnerei. 1848 wurde er Teilhaber des Unternehmens und verbesserte die Herstellung von Nähgarn und Baumwollfaden zum Sticken. Durch sein Engagement konnten ihre Produkte bald auf dem Weltmarkt mit der englischen Industrie zur Herstellung von Nähzwirn konkurrieren. Er galt als Experte auf dem Gebiet der Herstellung und Verarbeitung von Baumwolle und sein Rat wurde unter anderem auf Ausstellungen oder von der Regierung eingeholt. Gemeinsam mit Jean Dollfus führte er eine aktive Kampagne für den Freihandel, war 1860 an der Verabschiedung der Zollreform der Handelsverträge beteiligt und Mitglied der Vorbereitungskommission für die Wirtschaftsverhandlungen, die dem Abschluss des Frankfurter Friedens (1870–1871) vorausgingen und folgten.

## Engagement
Engel-Dollfus war an der Gründung mehreren Wohlfahrtseinrichtungen beteiligt, die sich insbesondere dem Wohl der Fabrikarbeiter widmeten. Im Jahr 1867 gründete er einen „Verein zur Verhütung von Unfällen beim Betriebe der Maschinen“. Das Ziel dieser Einrichtung war es, dazu anzuregen Schutzvorrichtungen zu erschaffen und diese in den Fabrikhallen zu etablieren, um die Arbeiter bestmöglich vor Arbeitsunfällen zu schützen. Dies brachte ihm den Ruf als Philanthrop ein und führte dazu, dass die Zahl der Verletzungen stark reduziert wurde. Er warb auf eigene Kosten für die Umsetzung, ließ Modelle dieser Vorrichtungen, insbesondere für rotierende Maschinenteile, anfertigen und ließ ihre Wirksamkeit auf Gewerbeausstellungen vorführen. Er erhielt dafür auch über die Landesgrenzen hinaus in Deutschland und Österreich viel Beifall.
Engel-Dollfus ließ auch eine Heilanstalt für arme Kinder mit therapeutischen Apparaten einrichten und prangerte die negativen Auswirkungen an, die sich durch den Genuss von billigem norddeutschen Branntwein unter der Arbeiterschaft zeigten. Zudem war er mit seinem Schwiegervater und Auguste Lalance an der Gründung der „Arbeiter-Versicherungs-Gesellschaft in Mühlhausen“ beteiligt. Ähnliche Versicherungen wurden nach diesem Beispiel auch in Rouen, im deutschen Gladbach und in Österreich eingerichtet.
Nach dem Ende der Schlacht von Sedan wurde Engel-Dollfus Mitglied der der Landesverteidigungsregierung und der „Kommission zur Verteidigung der elsässischen Interessen“. Er beteiligte sich an den Wirtschaftsverhandlungen zum Friede von Frankfurt und ließ sich in Paris nieder. Gemeinsam mit seinem Schwiegersohn Rodolphe Koechlin, Olivier Senn (1864–1959) und Gustave Schlumberger war er in den Jahren 1872 an der Gründung einer Historischen Gesellschaft und 1873 des „Cercle Saint-Simon“ (benannt nach Henri de Saint-Simon) beteiligt und stand seit Jahren in Kontakt mit den Saint-Simoniern. Er war Mitglied zahlreicher Verwaltungsräte und war im Vorstand der Elsässischen Schule in Paris tätig.
Er interessierte sich für Kunst und Wissenschaft, setzte sich für die Erteilung von Zeichenunterricht ein, trug zur Entstehung einer archäologischen Sammlung für das historische Museum und 1865 zur Erschaffung einer Gemäldegalerie bei, deren Sammlung er mit 40 Gemälden bereicherte.
Zu seinem Engagement gehörte die Stiftung einer Kupferstichsammlung und 1877 die Förderung der Gesellschaft der Künste sowie der lokalen Geschichtsforschung. Engel-Dollfus ließ durch den Archivar Xavier Mossmann (1821–1893) ein umfangreiches Urkundenbuch von Mülhausen (6 Bände) zusammenstellen und ermöglichte durch finanzielle Unterstützung die Herausgabe weiterer elsässischer Geschichtsliteratur. Zudem stiftete er einen Preis, um so zu weiteren historischen Studien anzuregen und war als Direktor des Historischen Museums tätig. Er spendete neben Geldbeträgen, die beispielsweise der „Gesellschaft zur Erhaltung historischer Denkmäler“ oder der Französischen Schule in Rom zugutekamen, auch Bücher an die Stadtbibliothek von Mülhausen. Er war Gründer des Bildungsbundes und der Stadtbibliothek Dornach im Jahr 1863. Im Dezember 1883 wurde er zum Ritter der Ehrenlegion ernannt.

## Schriften (Auswahl)
- Cinq études sur le commerce du coton en Algérie. In: Bulletin de la Société industrielle de Mulhouse.
- Rapport sur un mémoire traitant de l’industrie du coton dans le Haut-Rhin. In: Bulletin de la Société industrielle de Mulhouse. Band 32, S. 527.
- Rapport sur le projet de former un comité et une exposition des objets historiques de Mulhouse. und Proposition de création d’un Musée de peinture. In: Bulletin de la Société industrielle de Mulhouse. Band 34, S. 212, S. 531.

## Familie
Aus Engels am 12. Januar 1846 mit Julie (10. April 1825–24. Juli 1911) geschlossener Ehe gingen neun Kinder hervor:
- Frédéric Engel[-Gros] (3. November 1843–19. April 1918) ⚭ am 17. Oktober 1868 mit Valentine (geborene Gros)
  - Juliette Engel (21. Oktober 1869–12. März 1947) ⚭ mit dem Architekten Ernest Duvillard
  - André Engel (1880–1942), der Landschaftsmaler wurde.[7]
- Gustave Engel (1845–1896) ⚭ mit Valérie (geborene Gros)
- Alfred Engel (1848–1913) ⚭ 1873 mit Émilie Catherine (geborene Koechlin; 1852–1923)
- Emma Julie Engel (1849–1947) ⚭ mit Rodolphe Koechlin (1847–1920)
- Laure Emilie Engel (1851–1942) ⚭ mit Emile Harlé (1849–1917)
- Eugène Engel (1854–1920)
- Arthur Engel (8. Dezember 1855–31. Juli 1935)
- Marie Anna Engel (1858–1936) ⚭ 28. Dezember 1878 mit Albert Spoerry (1851–1904)
- Georges Engel (9. Januar 1861–13. April 1863)